# 6757.
◄ | 67. stoljeće | 68. stoljeće | 69. stoljeće | ►
◄ | 6720-ih | 6730-ih | 6740-ih | 6750-ih | 6760-ih | 6770-ih | 6780-ih | ►
◄◄ | ◄ | 6754. | 6755. | 6756. | 6757. | 6758. | 6759. | 6760. | ► | ►►

## Događaji
- 5. srpnja - Tranzit Merkura i djelomična pomrčina Sunca u isti mah

## Vanjske poveznice
|  | Zajednički poslužitelj ima još gradiva o temi 6757. |